# Turbo (жувальна ґумка)
Turbo — бренд жувальної ґумки зі смаком персика виробництва турецької компанії «Kent» з кінця 1980-х років до 2007 року. Як підвертка жувальних гумок використовувались картинки із зображенням різних транспортних засобів, які були колекційним захопленням, починаючи з кінця 1980-х років.
Була надзвичайно популярна серед дітей та підлітків пізнього СРСР, Росії, Грузії, країн СНД та Польщі наприкінці 1980-х – на початку 1990-х років. У цих країнах Turbo з'явилася раніше жувальної гумки Love is... і трохи пізніше жувальних гумок Donald та Pedro. Вкладиші Turbo є об'єктами колекціонування.

## Історія

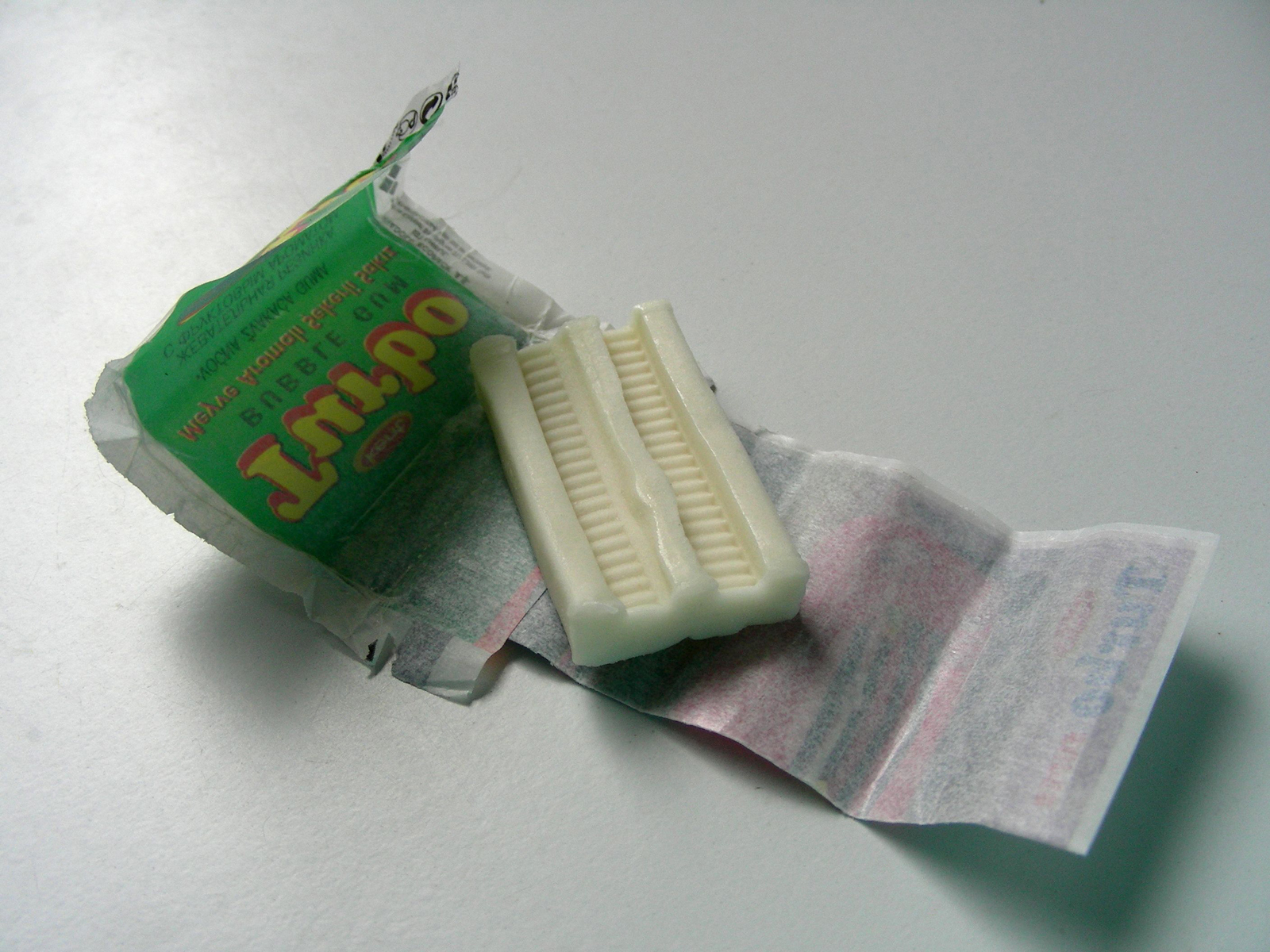
Зовнішній вигляд гумки

Випускалася із другої половини 1980-х років. У 1994-95 роках жувальна гумка Turbo стала вироблятися в трьох варіантах: Turbo Super, Turbo Classic і Turbo Sport, що відрізняються типами автомобілів на вкладишах (сучасні, ретро або спортивні). Випуск Turbo Classic був припинений в 1999 році. Наприкінці 1990-х випускався також варіант Turbo під назвою Turbo 2000. У 2002 році турецька компанія Kent була придбана британською компанією Cadbury. Випуск жувальних гумок Turbo Super і Turbo Sport тривав до 2007 року..
Випуск жувальних гумок Turbo Super і Turbo Sport тривав до 2007. 
Популярність Turbo породила масове виготовлення підробок жувальної гумки, копіювалася з незначними змінами або повністю колірна гама, вид вкладиша, логотип, шрифт. Замість компанії «Kent» писалося «Kekt», «Kemt» та ін.
З 2008 року компанією Kent Gıda було припинено випуск усіх видів жувальної гумки Turbo.
У 2015 році з'явилася нова гумка Turbo, а в 2018 році була оновлена гумка Turbo. Вона була доступна у Польщі та Румунії у 2015 році .

## Вкладиші
Кожна жувальна гумка Turbo містила вкладиш. На вкладиші була кольорова фотографія, як правило, автомобіля або мотоцикла, зрідка катери, а також назва моделі (дуже часто траплялися помилки). Вказувалися основні технічні характеристики транспортного засобу. Кожен вкладиш мав унікальний номер:
- «Turbo» (330 шт.) — № 1-330 (вкладиші № 1-50 також маркувалися літерами турецького алфавіту. Зараз вони — найцінніші для колекціонерів)
- «Turbo Super» (210 шт.) - № 331-540
- «Turbo Sport» (350 шт.) - № 1-210; 401—540 (на вкладишах № 401—470 були ті самі зображення, що й на вкладишах серії «Super» з тими самими номерами, на вкладишах № 471—540 були ті самі зображення, що й на вкладишах серії «Sport» з номерами 71 -140)
- «Turbo Classic» (140 шт.) — № 1-140
- «Turbo 2000 Super» (70 шт.) — № 71-140
- «Turbo 2000 Sport» (70 шт.) - № 211-280 (логотипу «Turbo» не було)
- «Turbo Super» (2003 рік) (99 шт.) — № 001—099 (вкладиші квадратної форми, написи англійською та турецькою мовами)
- «Turbo Super» (2003 рік) (99 шт.) — № 001—099 (вкладиші квадратної форми, написи російською мовою, інші зображення)
- «Turbo Sport» (2003 рік) (99 шт.) — № 001—099 (вкладиші квадратної форми, написи англійською та турецькою мовами)
- «Turbo Sport» (2003 рік) (99 шт.) — № 001—099 (вкладиші квадратної форми, написи російською мовою, інші зображення)
- «Turbo Super» (2007 рік) (54 шт.) — № 101—154 (також була альтернативна серія без напису «Super»)

Усього 1620 вкладишів в 11 серіях.